# Beddes
Beddes – miejscowość i gmina we Francji, w Regionie Centralnym, w departamencie Cher.
Według danych na rok 1990 gminę zamieszkiwało 111 osób, a gęstość zaludnienia wynosiła 9 osób/km² (wśród 1842 gmin Regionu Centralnego Beddes plasuje się na 1023. miejscu pod względem liczby ludności, natomiast pod względem powierzchni na miejscu 1027.).